# Bill Johnson (Saxophonist)
William Luther „Bill“ Johnson (*  30. September 1912 in Jacksonville (Florida); † 5. Juli 1960 in New York City) war ein US-amerikanischer Jazz-Altsaxophonist, Klarinettist und Arrangeur.
Johnson lernte Klavier und mit 16 Jahren Altsaxophon. Er besuchte Musikschulen in Wisconsin und Illinois und die Marquette University. In Milwaukee spielte er mit Jabbo Smith. Er spielte mit Baron Lee und Tiny Bradshaw, bevor er 1936 Mitglied der Band von Erskine Hawkins wurde, der er bis 1943 angehörte und mit dem er aufnahm (Uptown Shuffle 1939, Bear Mash Blues 1942, Uncle Budd 1941). Mit Hawkins komponierte er Tuxedo Junction, einen Hit für Hawkins und einen noch viel größeren Hit für Glenn Miller 1940. Mit Hawkins hatte er auch einen Auftritt in dem Kurzfilm Deviled Hams von 1937. Nach dem Weggang von Hawkins gründete er Bill Johnson and his Musical Notes. Um 1946 nahm er für Alert Records auf. 1947 kam er in die R&B-Charts mit Don't You Think I Ought to Know.
Er ist nicht mit dem Bassisten Bill Johnson und Banjospieler Bill Johnson zu verwechseln.